# Smrt Ivana Groznog
Smrt Ivana Groznog (rus. "Смерть Иоанна Грозного") - ruski film redatelja Vasilija Gončarova.

## Radnja
Film je zasnovan na drami Alekseja Tolstoja.

## Uloge
- A. Slavin
- Elizaveta Uvarova
- S. Tarasov
- Jakov Protazanov
- Nikolaj Vekov

## Vanjske poveznice
- Smert Ioanna Groznogo na Kino Poisk